# Ixora sessililimba
Ixora sessililimba är en måreväxtart som beskrevs av Elmer Drew Merrill. Ixora sessililimba ingår i släktet Ixora och familjen måreväxter. Inga underarter finns listade i Catalogue of Life.